# NK Gundinci
NK Gundinci je nogometni klub iz Gundinaca.

## O klubu
Dana 23. kolovoza 2009. održana je osnivačka skupština novoga nogometnog kluba “Gundinci”. Na osnivačkoj skupštini imenovana su sva tijela kluba, te je udruga počela sa svojim radom.
Nakon osnivačke skupštine, prikupljeni su svi potrebni dokumenti, te je predan zahtjev Uredu državne uprave za prijem Udruge u Registar udruga Republike Hrvatske. Rješenje o upisu udruge doneseno je 7. rujna 2009. Tim činom nogometni klub “Gundinci” je postao pravna osoba.
Potvrda/odlua o posjedovanju igrališta dobivena je od načelnika Općine 15. siječnja 2010. godine.
U Županijski nogometni savez, klub je primljen 30. ožujka 2010. odlukom Izvršnog odbora saveza. 
Prvi predsjednik postaje Josip Markotić.
Registriranjem igrača, koji će nastupati za klub, ispunjeni su uvjeti za primanje u HNS.
Službeno je klub postao član HNS-a 31. svibnja 2010. god. objavom u službenom oglasniku HNS-a.
Tada su počele pripreme za natjecanje u 3. ŽNL istok. Počela se obilikovati ekipa, te održavati treninzi na nogometnom igralištu “Jelas”.
U to vrijeme još uvijek se nailazilo na otpor nogometnog kluba “Sloga”, te nije bilo pristupa klupskim prostorijama. Sve prijateljske utakmice u to vrijeme odigravane su na gostujućem terenu.
Za prvog trenera imenovan je Pavo Pušeljić.
Tijekom mjeseca srpnja nastupali su na nekoliko turnira, na kojima su postigli zavidne rezultate u konkurenciji klubova koji nastupaju u višim rangovima natjecanja.
14. kolovoza 2010. g. preuzeli su na korištenje nogometno igralište “Jelas” i klupske prostorije, dan prije održavanja Kup utakmice u kojoj su bili domaćini, odnosno, skoro godinu dana nakon osnivačke skupštine.
Prvu službenu utakmicu klub je odigrao u Čajkovcima 8. kolovoza 2010. u Kup natjecanju, te u istoj ostvario i prvu službenu pobjedu.

## Vanjske poveznice
- Službena stranica NK Gundinci  Arhivirana inačica izvorne stranice od 14. studenoga 2011. (Wayback Machine)